# نادیا کولن
نادیا کولن (انگلیسی: Nadia Coolen؛ زادهٔ ۱۷ اوت ۱۹۹۴) بازیکن فوتبال اهل پادشاهی هلند است.
وی همچنین در تیم‌های ملی فوتبال Netherlands women's national under-17 football team و Netherlands women's national under-19 football team بازی کرده‌است.